# Richard Lavender
Richard Lavender foi um padre inglês no final do século XV e no início do século XVI.
Lavender foi educado no Winchester College e no New College, Oxford, e foi arquidiácono de Leicester de 1485 até à sua morte em 1508.